# Handelsblatt
O Handelsblatt é um jornal líder de negócios alemão, especializado em comércio e economia, publicado em Düsseldorf pelo grupo Handelsblatt.
O jornal foi estabelecido em 1946. A sua editora, o Verlagsgruppe Handelsblatt, então publica a revista semanal de negócios Wirtschaftswoche. Desde setembro de 2005, o Handelsblatt tem vindo a oferecer um léxico online chamado WirtschaftsWiki, que apresenta definições dos termos utilizados em economia e política. A base de dados pode ser modificado por qualquer utilizador registado. 
Em setembro de 2006, o Handelsblatt classificou todos os economistas que trabalham na Alemanha, na Áustria e na Suíça. 
Em 2009, Dieter von Holtzbrinck comprou o Der Tagesspiegel, o Handelsblatt e a Wirtschaftswoche do Georg von Holtzbrinck Publishing Group.
Handelsblatt tem uma circulação de 121,334 cópias diárias nos primeiros seis meses de 2014. 